# Thurbo AG
De Thurbo AG is een private spoorwegonderneming met het hoofdkantoor te Kreuzlingen in het Zwitserse Kanton Thurgau. Het vervoersgebied ligt hoofdzakelijk in het oostelijk deel van Zwitserland. De naam Thurbo is afgeleid uit de eerste vier letters van Thurgau en de eerste twee letters van Bodensee.

## Geschiedenis

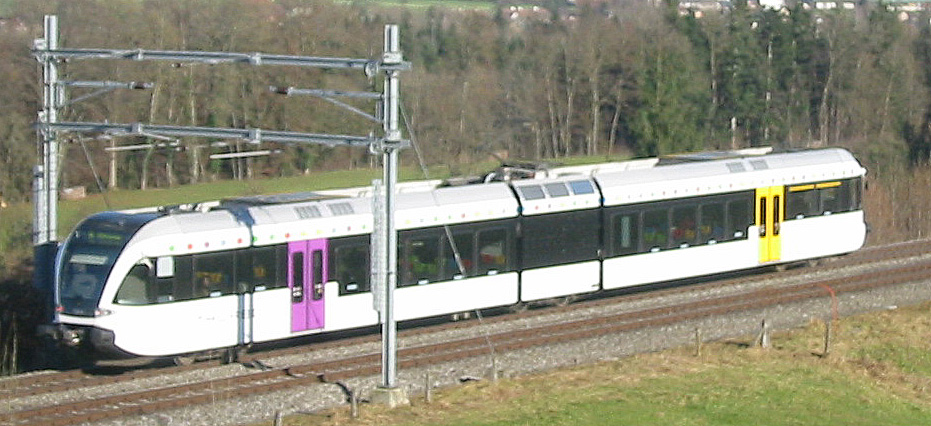
Stadler GTW van de Thurbo tussen Schwarzenbach en Algetshausen-Henau op 25-12-2004

De Schweizerische Bundesbahnen (SBB) en de Mittelthurgaubahn (MThB) besloten in 2000 voor het regionaal personenvervoer in oostelijk Zwitserland tot het oprichten van een aparte onderneming. Op 21 september 2001 werd Thurbo AG opgericht waarbij de SBB 60% en de MThB 40% van de aandelen bezat.
Op 19 december 2001 plaatste Thurbo AG een order voor de bouw van 80 treinen van het type GTW bij Stadler AG te Bussnang.
Op 4 juli 2002 werd het kapitaal van de Thurbo AG door inbreng van de SBB verhoogd waarbij het aandeel van de MThB van 40% naar 0,2% terug was gelopen. De mogelijkheid om het oorspronkelijke aandeel van 10% te houden werd op 11 oktober 2002 bereikt daar Kanton Thurgau deze aandelen opkocht. Het aandeel van de SBB was toen teruggebracht van 99,8% naar 90%. Op dat moment stapte de MThB uit het project. 
Op 31 december 2002 werden alle activiteiten van de Mittelthurgaubahn (MThB) inclusief de dochter Lokoop (goederenvervoerder) stilgelegd. Het traject Wil (SG) – Weinfelden – Kreuzlingen werd overgedragen aan Thurbo AG die op zijn beurt het beheer van de infrastructuur overgedragen aan de SBB. 
In 2005 besloot het Kanton Thurgau zijn aandelen aan de SBB te verkopen omdat men van de dochter EuroThurbo GmbH het buitenlands avontuur te riskant vond. De buitenlandse belangen werden aan SBB dochter SBB GmbH verkocht. 
De Thurbo is een zelfstandige dochteronderneming van de Schweizerische Bundesbahnen (SBB) die ook zijn eigen bedrijfsvoering organiseert. 
Op 28 december 2006 werd door de rechtbank de Mittelthurgaubahn (MThB) geliquideerd.
De MThB sloot na het spoor en het depot op 23 februari 2007 de werkplaats in Weinfelden. De nog aanwezige personeelsleden werd vervangend werk in bij SBB werkplaats in Oberwinterthur aangeboden. 
Hierbij werd een bijna 100 jaar spoorweg geschiedenis in Weinfelden afgesloten.

## Bedrijfsvoering
De Turbo voert sinds 1 januari 2003 de bedrijfsvoering en het regionaal personenvervoer over een net van ongeveer 590 kilometer uit en is hiermee een van de grootste spoorwegondernemers in Zwitserland.

## Trajecten
- Traject Wil (SG) – Weinfelden – Kreuzlingen – Konstanz (voormalige spoorlijn van de Mittelthurgaubahn)
- Traject Buchs (SG) – Sargans

### S-Bahn St. Gallen
- Traject S1 Wil (SG) – St. Gallen – Heerbrugg – Altstätten (SG)
- Traject S2 Herisau – St. Gallen – Heerbrugg
- Traject S3 St. Gallen Haggen – St. Gallen – Romanshorn – Kreuzlingen – Schaffhausen (Seelinie)
- Traject S5 St. Gallen – Bischofszell – Weinfelden
- Traject S6 St. Gallen – St. Gallen Haggen
- Traject S7 Rorschach – Romanshorn – Weinfelden
- Traject S8 Schaffhausen – Kreuzlingen – Romanshorn – Rorschach
- Traject S9 Wil (SG) – Nesslau-Neu St. Johann
- Traject Buchs (SG) – Sargans

### S-Bahn Zürich
- Traject S16 (Thayngen – Winterthur HB –) Flughafen Zürich – Zürich HB – Herrliberg-Feldmeilen (– Meilen) (SBB)
- Traject S22 Bülach – Schaffhausen – Singen (Hohentwiel)
- Traject S26 Winterthur – Bauma (ZH) – Rüti (ZH) (– Rapperswil)
- Traject S29 Winterthur – Stein am Rhein
- Traject S30 Winterthur – Frauenfeld – Weinfelden (– Romanshorn)
- Traject S33 Winterthur – Andelfingen (ZH) – Schaffhausen
- Traject S35 Winterthur – Wil (SG)
- Traject S41 Winterthur – Bülach – Bad Zurzach – Waldshut

### Nachtnet (nachttreinen)
- Winterthur – Wil – St.Gallen

3 nacht verbindingen per richting (ieder uur)
aansluiting in Winterthur van / naar Zürich
- Winterthur – Romanshorn (– Kreuzlingen)

3 nacht verbindingen per richting (ieder uur)
aansluiting in Winterthur van / naar Zürich
- Winterthur – Schaffhausen (– Kreuzlingen)

2 nacht verbindingen per richting (om de twee uur)
aansluiting in Winterthur van / naar Zürich
- Konstanz/Kreuzlingen – Weinfelden

ieder uur in beide richting
aansluiting in Weinfelden van / naar Winterthur
- Romanshorn – Kreuzlingen/Konstanz – Schaffhausen

nachtverbindingen over Konstanz
aansluiting in Romanshorn van / naar St. Gallen

## Elektrische tractie
Vrijwel het hele netwerk werd geëlektrificeerd met een spanning van 15.000 volt 16 2/3 Hz wisselstroom.